# Водоспад Маклін
Нова Зеландія заслужено вважається одним з найчистіших і незайманих місць на планеті, але навіть там деякі райони більш первозданні, ніж інші. Одним з таких регіонів по праву вважається Катлінс. Катлінс розташований на південному краю південного острова Нової Зеландії і, окрім своєї дикої природи,цей регіон може також похвалитися 22-х метровим водоспадом МакЛін, одним з найгарніших водоспадів в цій частині острова.Цей водоспад розташований в заповіднику Catlins Conservation Park приблизно за 150 км.на південний захід від міста Данедін. Добратися туди можна після шосе Chaslands Highway,що є частиною популярного туристичного маршруту який проходить по півдню острова.До водоспаду веде проста 20-і хвилинна стежка, яка проходить по мальовничому зарослому мохом лісу уздовж струмка Duckaday Creek і річки Tautuku River.Багато рослин,що зустрічаються по дорозі,підписано, що надає відмінну можливість поліпшити свої пізнання місцевої флори.Перш ніж дістатися до головного водоспаду,не пропустіть Нижній МакЛін Фоллс. Цей невеликий,захований у вузькому, повністю вкритому мохом каньйоні, двоярусний водоспад прекрасно передає чистоту навколишньої природи. 

## Розташування
Цей водоспад розташований в заповіднику Catlins Conservation Park приблизно за 150 км. на південний захід від міста Данедін. Добратися туди можна після шосе Chaslands Highway, що є частиною популярного туристичного маршруту який проходить по півдню острова.